# Marta Salgado
Marta Victoria Salgado Henríquez (Arica, 23 de marzo de 1947) es una activista afro-chilena que promueve la preservación cultural y la protección de los derechos civiles para la diáspora africana. Fundó varias organizaciones no gubernamentales para promover los derechos de las mujeres y las minorías y se desempeñó como asesora gubernamental en estas áreas. Formada como maestra y administradora pública, ha escrito libros y artículos sobre el legado de los africanos en Chile.

## Biografía

### Infancia y estudios
Marta Victoria Salgado Henríquez nació en una familia de ascendencia africana en Arica, un área en la que vivía la mayoría de los descendientes de esclavos africanos que llegaron durante el período colonial. Sus padres mulatos sufrieron los planes del gobierno de "chilenizar" la región que anteriormente había sido parte de Perú. Los residentes que se negaron a nacionalizarse como chilenos, fueron expulsados a través de la emigración forzada y quienes permanecieron intentaron ocultar su ascendencia para integrarse en la sociedad.
Después de completar su educación secundaria, Salgado obtuvo un título en educación preescolar de la Universidad de Chile (UChile). Obtuvo un título en administración pública en la Universidad de Tarapacá (UTA) y completó estudios de posgrado en la Universidad de Chile, donde obtuvo certificados en organización comunitaria, género, y planificación y desarrollo.

### Activismo
Salgado comenzó su carrera como maestra en las universidades estatales de la región de Arica-Parinacota y pasó cuarenta y un años como profesora en la UTA. Durante su tiempo en la universidad, Salgado participó activamente en la creación del Movimiento de Mujeres del Norte y en la fundación del Servicio Nacional de la Mujer para abordar la violencia doméstica y las protecciones civiles para las mujeres. El trabajo con estas organizaciones resultó en una legislación para la protección de las mujeres.  
Fue cofundadora y presidenta durante cuatro períodos del sindicato de trabajadores de la Universidad de Tarapacá, así como de una organización similar, la Federación de Empleados de la Universidades Estatales del Norte para empleados de otras instituciones estatales. Salgado participó en las veinticuatro comisiones celebradas durante 1994 y 2000 por el gobierno de Arica para crear la región administrativa de Arica-Parinacota.
En 2001, Salgado fundó la organización no gubernamental Oro Negro, la primera en el país en abogar por la inclusión de las poblaciones afrodescendientes en las políticas públicas, que incluyen tanto la lucha contra la discriminación como el reconocimiento oficial como grupo étnico con las protecciones legales que conlleva. Desde la fundación de la organización, coordinó el grupo folclórico de Oro Negro, asistiendo a convenciones y reuniones sobre la diáspora africana en todo el Caribe y América Latina. Salgado presionó para que el gobierno hiciera un censo de la población afro-chilena, así como para patrocinar programas para promover la cultura afro, sensibilizando al público sobre su derecho a proteger su identidad étnica. Entre 2004 y 2008, Salgado fue miembro del comité consultivo del Consejo de la Cultura y las Artes de Chile  como representante de la comunidad afro-chilena.
Después de más de una década de presionar al gobierno para preparar un análisis estadístico de la comunidad afro-chilena, Salgado y otros activistas lograron obtener una encuesta regional en 2011, pero no lograron la inclusión nacional en el censo federal como minoría étnica. Su capítulo "El legado africano en Chile" fue publicado en el libro Conocimiento desde adentro: Los afroamericanos hablando de sus pueblos y sus historias (2010), editado por Sheila Walker. En 2013 publicó Afrochilenos: Una historia oculta. En 2016, Salgado fue reconocida con el premio gubernamental del Departamento de Patrimonio Cultural del Consejo Nacional para la Cultura y las Artes como Mejor Gerente de Patrimonio Cultural en la Región de Arica y Parinacota. En el año 2018 recibe el reconocimiento como Hija Ilustre de Arica de manos del alcalde Gerardo Espíndola, por su trabajo en el reconocimiento en la oportunidad son destacados además la artista visual Bruna Truffa y el deportista Leonidas Cuevas.
En 2019 consiguieron que el gobierno de Chile promulgara la Ley 21.151, que le otorga reconocimiento legal al pueblo afrodescendiente y a su cultura y tradiciones.